# Acacia glaucissima
Acacia glaucissima är en ärtväxtart som beskrevs av Bruce R. Maslin. Acacia glaucissima ingår i släktet akacior, och familjen ärtväxter. Inga underarter finns listade i Catalogue of Life.